# Гулмахмадов, Давлатшо Курбоналиевич
Давлатшо́ Курбонали́евич Гулмахма́дов (тадж. Давлатшо Гулмаҳмадов; род. 10 января 1961, Дангаринский район, Таджикская ССР) — таджикистанский государственный деятель. Действующий заместитель премьер-министра с 14 февраля 2020 года. В прошлом — председатель Хатлонской области (2013—2019), председатель Комитета по охране окружающей среды при правительстве страны (2019—2020).

## Биография
В 1987 году окончил Ташкентский институт ирригации и механизации сельского хозяйства. Работал главным инженером-землемером Комсомолобадского района, возглавлял комитеты по охране окружающей среды Дангаринского района и Хатлонской области; затем — заместитель министра охраны окружающей среды Таджикистана.
С марта 2001 по 26 января 2008 года — председатель Государственного комитета Республики Таджикистан по землеустройству / Агентства по землеустройству, геодезии и картографии при правительстве Таджикистана. В 2007 году окончил Академию государственной службы при Президенте России.
С января 2008 года — первый заместитель главы Согдийской области. С 19 января 2010 по ноябрь 2013 года — председатель города Турсунзаде; одновременно (25.03.2010 — 16.12.2013) — депутат Маджлиси милли Маджлиси Оли Республики Таджикистан 4-го созыва от избирательного округа № 5 (районы республиканского подчинения).
В 2009 году в Душанбе защитил диссертацию на соискание учёной степени кандидата экономических наук («Управление земельными ресурсами трудоизбыточного региона в условиях аграрной реформы»).
27 ноября 2013 назначен исполняющим обязанности председателя Хатлонской области. 17 февраля 2014 года избран членом президиума Народно-демократической партии Таджикистана по Хатлонской области, 23 февраля — депутатом народного маджлиса Хатлонской области (от 38-го избирательного округа Кубодиен), 28 февраля — главой комитета верхней палаты парламента Таджикистана по аграрным вопросам, занятости населения и экологии. 27 марта 2014 утверждён в должности председателя Хатлонской области.
14 января 2019 года назначен председателем Комитета по охране окружающей среды при правительстве страны, сменив на этой должности Хайрулло Ибодзода, который направлен послом в Казахстан. 14 февраля 2020 года назначен заместителем премьер-министра. 2 августа 2021 года назначен послом Республики Таджикистан в Российской Федерации.

### Семья
Женат; 6 детей.

## Награды
- орден «Шараф» 1-й степени.
- медаль «20 лет государственной независимости Таджикистана»[5].
- Почётная грамота Совета МПА СНГ (28 ноября 2013 года, Межпарламентская ассамблея СНГ) — за активное участие в деятельности Межпарламентской Ассамблеи и её органов, вклад в укрепление дружбы между народами государств — участников Содружества Независимых Государств[13].